# 인공자궁
인공자궁(人工子宮, artificial uterus)은 자궁의 기능을 대체하는 인공 장기이다. 자궁 세포를 배양하여 체세포로 이뤄진 자궁을 만드는 배양자궁과는 다른 개념이다. 생명을 인공적으로 만든다는 것으로 인해 윤리적인 문제가 있다.

## 같이 보기
- 대리모
- 배양자궁
- 자궁이식
- 조직공학